# Giovanni Clunie
Giovanni Pierre Clunie Mora (San Rafael, Oreamuno, 20 de diciembre de 1994) es un futbolista costarricense que juega como delantero en el ReinMeer Aomori FC  de la Tohoku Soccer League, es el quinto nivel japonés de la liga de fútbol, que forma parte de las ligas regionales. 
Clunie ha ido cambiando progresivamente su posición sobre el césped. En sus inicios en las divisiones inferiores del Deportivo Saprissa y Brujas, actuaba como un lateral izquierdo con mucha llegada, destacando por su velocidad en defensa y altura. Estas cualidades hicieron que sus primeros técnicos observaran en él a un delantero con capacidad para sorprender. Esa tónica apenas se modificó en sus primeras temporadas con el Cartaginés, aunque con el paso de los años fue consolidándose hasta lograr una regularidad adecuada. En el conjunto blanquiazul se coronó campeón de dos Torneos de Copa, en las ediciones de 2014 y 2015.

## Trayectoria

### Inicios
Giovanni Clunie nació el 20 de diciembre de 1994 en San Rafael del cantón de Oreamuno. Creció al lado de su familia en el distrito de San Rafael, y su primera formación futbolística la inició en la demarcación de lateral izquierdo. Fue parte de las divisiones inferiores del Deportivo Saprissa entre los 12 y 14 años, donde su principal función era defender debido a su altura. Posteriormente salió del club y continuó su proceso en el desaparecido Brujas. Igualmente permaneció por dos años hasta recalar en las fuerzas básicas del Cartaginés. A inicios de 2013 adelantó su posición en el campo con el objetivo de ser delantero. Este cambio le tomó bastante tiempo, pero el entrenador Marcos Quirós le dio la confianza para obtener un mayor rendimiento. Avanzó positivamente hasta ser llamado al plantel principal.

### C.S. Cartaginés
El atacante debutó como profesional el 6 de octubre de 2013, en el juego de la jornada 13 contra Carmelita en el Estadio "Fello" Meza, por el Campeonato de Invierno. Bajo las órdenes del director técnico Javier Delgado, Clunie, con tan solo 18 años, entró como variante por el uruguayo Paolo Cardozo al minuto 64'. El marcador terminó empatado a un tanto. Contabilizó cuatro partidos disputados, para un total de 58 minutos, mientras que en siete oportunidades esperó desde la suplencia. Por otra parte, los brumosos alcanzaron el cuarto lugar de la tabla de posiciones con 32 puntos, con esto el avance a la etapa eliminatoria. El 1 de diciembre se desarrolló la semifinal de ida ante el Herediano en condición de local. El jugador no fue tomado en cuenta para la derrota de 0-2. Una semana después se efectuó la vuelta en el Estadio Rosabal Cordero, donde la pérdida de 3-0 confirmó la eliminación de su conjunto.
Por su juventud y poca experiencia, el futbolista fue relegado al alto rendimiento blanquiazul a partir de 2014. Hizo frente a la temporada y concretó 11 goles. La falta de oportunidades en el primer equipo, hicieron que Giovanni sintiera frustración y el deseo de abandonar el deporte. Sin embargo, su padre le aconsejó seguir.
El delantero fue considerado nuevamente en la categoría absoluta, y se proclamó campeón del Torneo de Copa 2014, competencia de la que no tuvo participación. En el Campeonato de Invierno, las decisiones del entrenador Mauricio Wright provocaron que el futbolista no tuviera su debut en el torneo, ya que solo en tres ocasiones esperó desde el banquillo, en las demás jornadas no fue convocado. Por otra parte, al finalizar la etapa regular del certamen, el Cartaginés se colocó en el tercer lugar con 42 puntos. La semifinal de ida se dio el 3 de diciembre contra Herediano en el Estadio "Fello" Meza. La derrota de 2-3 definió el resultado. La vuelta fue cuatro días después en la visita al Estadio Rosabal Cordero; el empate sin goles no fue suficiente para las aspiraciones de su equipo. Con el relevo del técnico y la incorporación del mexicano Enrique Maximiliano Meza, Clunie encontró una reducida oportunidad de mostrarse en el Campeonato de Verano 2015. En las tres primeras fechas quedó en la suplencia pero logró debutar el 1 de febrero, en el partido frente a los florenses que terminó en igualdad a una anotación. Desde la jornada 13, su club cambió de entrenador y nombró al uruguayo Claudio Fabián Ciccia. Después de ese hecho fue perdiendo la constancia por la múltiples veces que no fue convocado. En total acumuló 6 juegos de los cuales tuvo 136 minutos de acción. Su primer gol en la Primera División lo marcó en la fecha 22 contra Limón, en la victoria con cifras de goleada 7-2. Posteriormente, el conjunto Azul quedó fuera de la zona de clasificación tras ubicarse en el séptimo puesto con 27 puntos.
Los malos resultados por cuatro fechas consecutivas en el Campeonato de Invierno 2015 repercutieron en la salida del técnico Ciccia, por lo que fue reemplazado por César Eduardo Méndez, igualmente uruguayo. Por otra parte, Giovanni debió esperar hasta la jornada 15 para realizar su primera aparición; en esta ocasión fue titular los 90 minutos en la victoria de visitante de 1-2 sobre Carmelita. El 28 de octubre, en el partido contra Pérez Zeledón en el Estadio Municipal, el atacante concretó su primer tanto, el cual contribuyó en el triunfo de 0-2. Paralelamente su equipo enfrentó el Torneo de Copa en todas sus fases hasta llegar la final. Este último encuentro se desarrolló el 19 de noviembre en el Estadio Nacional. Los cartagineses tuvieron como adversario al Herediano y el empate prevaleció después del tiempo reglamentario. Los penales fueron requeridos para decidir al ganador; las cifras de 3-1 favorecieron a su club, por lo que se hizo con el quinto título en su historia y el segundo para el delantero. Al acabar el torneo de liga, el futbolista solo estuvo en tres cotejos y su club quedó en la quinta posición de la tabla con 36 puntos. Su situación se volvería más complicada en el Campeonato de Verano 2016, contabilizando solamente dos partidos.
El 20 de abril de 2016, la dirigencia del Cartaginés nombró a Jeaustin Campos como el nuevo estratega. La primera jornada del Campeonato de Invierno se efectuó el 17 de julio frente al conjunto de Limón en el Estadio Juan Gobán. Clunie fue titular los 90 minutos en la pérdida de 1-0. Su primer tanto lo hizo contra Alajuelense en el Estadio "Fello" Meza al minuto 4'. Sin embargo, el resultado fue de empate 1-1. Su primer doblete de su carrera lo concretó el 10 de agosto ante Liberia en la victoria de 2-3. El 20 de agosto, su club visitó el Estadio Rosabal Cordero para tener como adversario al Herediano. El jugador en ofensiva obtuvo dos goles en los minutos 29' y 40', pero salió de cambio por José Carlos Pérez en el segundo tiempo. La igualdad de 3-3 acabó con el resultado. El inicio de la segunda vuelta de la competencia se dio a partir del 17 de septiembre, de local frente a los limonenses. Giovanni hizo un tanto al minuto 9', y sus compañeros Randall Brenes y Hernán Fener marcaron en la victoria de goleada 4-0. Al término de la fase de clasificación, su conjunto dejó ir la oportunidad de asegurar el pase a la siguiente ronda tras la pérdida de 2-3 contra el Santos de Guápiles. Con este resultado, los cartagineses quedaron en el quinto puesto con 33 puntos. Por otra parte, Clunie tuvo 21 apariciones y en total contabilizó seis goles.
Para el inicio del Campeonato de Verano que se llevó a cabo el 8 de enero, el equipo brumoso recibió, en el Estadio "Fello" Meza, al conjunto de Limón. Por su parte, el jugador quedó en la suplencia y el marcador fue con triunfo de 3-1. Debutó el 14 de enero, en la visita a Carmelita. Clunie entró de cambio por Juan Bustos Golobio al minuto 62' y el empate de 2-2 definió el juego. El 19 de marzo, en el compromiso de local de su club ante Alajuelense, el delantero empalmó un cabezazo dentro del área rival al minuto 30', pero este provocó el autogol del ecuatoriano Jefferson Hurtado, tanto que fue fundamental en la victoria de 1-0. Al término de la fase regular del torneo, los cartagineses volvieron a dejar ir la oportunidad de avanzar a la siguiente ronda tras la pérdida de 1-0 contra el Santos de Guápiles, en el Estadio Ebal Rodríguez. Con este resultado, su equipo quedó en el sexto puesto con 33 puntos, mientras que el atacante tuvo 15 apariciones y disputó un total de 656 minutos.

## Habilidades
Giovanni es naturalmente zurdo. Una de sus características más importantes en él es la altura de 1.92, la cual le permite pivotear, apoyar y desmarcarse correctamente. Además de ser delantero, tiene buena defensa ya que en su formación de categoría menor fue lateral izquierdo. El futbolista es versátil, rápido y aporta dinamismo al juego. También posee buena técnica individual al momento de recepción y es calculador cuando está cerca de anotar un gol.

## Vida privada
Su apellido fue traído por su bisabuela desde Jamaica. La pronunciación del mismo tiene parecido con el actor, director, productor y guionista estadounidense George Clooney. Debido a esto, sus amigos siempre le preguntaban en el colegio acerca de algún parecido con él, y Giovanni bromeaba aludiendo que eran parientes. Clunie tiene como figura de inspiración el atacante sueco Zlatan Ibrahimović.
Mantiene una relación con Jessica Vega, la cual es fanática del Cartaginés. En una entrevista de agosto de 2016 confesó sentirse desilusionado al no tener participación con su equipo, a tal momento que estuvo a punto de dejar el fútbol para continuar con sus estudios. Con la llegada del entrenador Jeaustin Campos, el delantero recibió más oportunidades y decidió seguir en el deporte.

## Clubes
| Club                                      | País       | Año         |
| ----------------------------------------- | ---------- | ----------- |
| C.S. Cartaginés                           | Costa Rica | 2013 - 2018 |
| Zweigen Kanazawa                          | Japón      | 2019 - 2020 |
| Asociación Deportiva y Recreativa Jicaral | Costa Rica | 2020 - 2021 |
| Sporting Football Club                    | Costa Rica | 2022        |
| Santos de Guápiles                        | Costa Rica | 2022        |
| Municipal Santa Ana                       | Costa Rica | 2023        |
| ReinMeer Aomori FC                        | Japón      | 2023        |

## Palmarés

### Títulos nacionales
| Título       | Club           | País       | Año  |
| ------------ | -------------- | ---------- | ---- |
| Copa Popular | C.S Cartaginés | Costa Rica | 2014 |
| Copa Popular | C.S Cartaginés | Costa Rica | 2015 |